# Reform Party (Singapur)
Die Reform Party von Singapur (abgekürzt Reform) ist eine der Oppositionsparteien in Singapur. Sie wurde 2008 von Joshua Benjamin Jeyaretnam gegründet. Vorsitzender ist sein Sohn Kenneth Jeyaretnam. Bei der Wahl 2011 gewann sie über 4 % der Stimmen.